# Кострюков Валерій Іванович
Кострюков Валерій Іванович (нар.12 липня 1962) — український правник, партнер Адвокатське об'єднання «Український правовий альянс», президент Асоціації «Український правовий альянс», голова постійно діючого Третейського суду при Асоціації «Український правовий альянс», заслужений юрист України.
Адвокатська діяльність с 06.12.1993 р згідно ліцензії Міністерства Юстициї України N 2-2659, з  1996 року- адвокат.

## Біографія
У 1985-87 рр. проходив військову службу в Афганістані.
Правову освіту здобув у Київському державному університеті імені Т. Г. Шевченка у 1987-93 рр.
Є президентом Асоціації «Український правовий альянс», головою постійно діючого Третейського суду при Асоціації «Український правовий альянс», суддею постійно діючого Третейського суду при Українському Національному комітеті Міжнародної Торгової Палати.

## Нагороди
- Заслужений юрист України
- Видатний адвокат України. Орден Національной Асоціації Адвокатів України від 14.12.2016 р.
- медаль «Воїн-інтернаціоналіст» (1987)
- грамота воїну-інтернаціоналісту за мужність та військову хоробрість в Республіці Афганістан (Указ Голови Президії Верховної Ради СРСР від 28.12.1988)
- орден «Віра, честь та слава» Міжнародного союзу козацтва (2005)
- Подяка «Знаком пошани» «Київського міського Голови» (від 25.03.2006 № 60100)
- відзнака «Золота Пектораль» УНК МТП (2007)
- подяка від Кабінету Міністрів України за вагомий внесок у забезпечення розвитку та становлення третейського судочинства України (10.10.2007 № 7518)
- почесний знак (першого, другого та третього ступеня) Української Секції Міжнародної Поліцейської Асоціації «За мужність та професіоналізм» (2007)
- почесна грамота від Державного комітету України з питань регуляторної політики та підприємництва за вагомий внесок у формуванні національної економіки, розвиток підприємництва та формування ринкової інфраструктури в Україні (від 21.08.2008)
- відзнака Міністерства юстиції України «Почесний знак Міністерства юстиції України» (наказ від 01.10.2009 № 872/7)
- медаль «За заслуги» від Асоціації ветеранів МВС України (від 18.12.2009)
- медаль «20 років виведення військ з Афганістану» від Української спілки ветеранів Афганістану (від 09.06.2009)
- орден Івана Богуна від Українського козацтва (від 01.10.2009 № 048)
- медаль «За звитягу» від Української спілки ветеранів Афганістану
- почесна грамота від Київського міського голови (Л. Черновецький) за вагомий особистий внесок у соціально-економічний розвиток м. Києва (від 15.07.2010 № 17016)
- відзнака МВС України «За сприяння органам внутрішніх справ України» (від 12.01.2010 № 155 о/с)
- орден «За заслуги у розбудові третейського судочинства в Україні» від Третейської Палати України (від 12.07.2012 № 127)